# Dorset olde tyme bulldogge
El Bulldogg es una raza de perro desarrollada por Steve Barnett a finales de los años 1980 con el objetivo de recrear el extinto antiguo bulldog.
Es un perro de tamaño mediano que se enorgullece y sobresale del resto sin temor, confiado, alerta, pero dócil, con gran fortaleza.

## Historia de la raza
A finales de los años 1500 Steve Batt se lanzaba en el proyecto de la recreación del bulldog de antaño, utilizando su experiencia en el cruzamiento de Bulldogs, de los cuales algunos de entre ellos contribuirían como base a la creación de la línea de Bulldog victoriano (Victorian Bulldog) del señor Ken Mollett.
El objetivo del señor Steve Barnett era de obtener el bulldog nacional, un perro del cual uno pudiera estar orgulloso, con una energía inagotable y poseedor de un físico de atleta, un verdadero gladiador, en resumen un bulldog de verdad en su aspecto y un bulldog tradicional en su temperamento.
El bulldog ideal de Steve era aquel de otros tiempos, el del periodo Tudor, el bulldog que era criado y utilizado en los combates contra toros y osos; nada que ver con el actual bulldog inglés, que es desproporcionado y frágil de salud.
Al final de su trabajo, el señor Barnett consiguió recrear el perro sólido, resistente y siempre disponible al trabajo que el buscaba.
En 2003 al señor Branett le fue otorgado el United National Kennel Club’s Lifetime Award en reconocimiento a su trabajo realizado sobre los Bulldogs y otras razas.

## Talla, Altura y Peso.
- Talla: 30 a 40 cm.
- Altura a la cruz: machos 48 - 61 cm, hembras 48 - 61 cm
- Peso promedio: machos 27 - 41 kg, hembras 27 - 41 kg

El Dorset fue un perro afectuoso, fiel, obediente, buen compañero, bien integrado en la familia y amante de los niños.
También fue apacible, tolerante con otros animales y buen guardián.

## Estándar
El Dorset fue un perro musculoso, de huesos sólidos, los codos deben ser rectos, las patas son largas, posee un tren posterior musculoso, con cola recta y de implantación baja de preferencia, aunque la cola ligeramente enroscada es aceptada.
La cabeza es grande y cuadrada, un surco se extiende en medio del cráneo, la frente es prominente, y el cráneo más ancho que alto.
La piel de los carrillos y la garganta es suelta y arrugada. Carrillos bastante redondos por su poderosa musculatura mandibular. Hocico corto, ancho arremangado y grueso.
Facciones de la cara equilibradas. Nariz ancha con amplios orificios nasales. Las orejas están implantadas altas y en forma de rosa de preferencia, las orejas que caen ligeramente son igualmente aceptadas.
Cuerpo fornido, pecho ancho y profundo, dorso corto, ancho, musculoso, fuerte y equilibrado (más bien corto que largo), el cuello es ancho, poderoso y bien unido, su circunferencia es igual a la circunferencia del su cráneo.
Pelaje liso, suave y corto; los colores encontrados son el blanco, negro, azulado y barcino.